# Владивосток (голям противолодъчен кораб, 1966)
Владивосток е ракетен крайцер (до 1977 г. – голям противолодъчен кораб) на Военноморския флот на СССР от проекта 1134.

## История на службата
Зачислен в списъците на корабите от ВМФ на 1 октомври 1964 г. Залагането на кораба се състои на 24 декември същата година в корабостроителния завод „А. А. Жданов“ (Северная верфь) в Ленинград със заводски номер 792. На 1 август 1969 г. е спуснат на вода, на 11 септември същата година е включен в състава на Балтийския флот.
На 1 октомври 1969 г. е преведен в състава на Северния, а на 10 февруари 1970 г. – в състава на Тихоокеанския флот.
Със заповед на министъра на отбраната на СССР от 24 април 1977 г. кораба е преведен в класа на ракетно-артилерийските кораби.
Има посещения в:
- 1 – 9 септември 1969 г. – Лагос (Нигерия)
- 1 – 3 декември 1969 г. – Бербера (Сомалия)
- 7 – 15 декември 1969 г. – Могадишу, Кисмайо (Сомалия)
- 27 – 29 декември 1969 г. – Аден (Южен Йемен)
- 27 – 31 декември 1969 г. – Порт Судан (Судан)
- 9 – 14 март 1979 г. – в Порт Луи (Мавриций).
- 3 – ? март 1987 г. – Порт Камран

На 19 април 1990 г. със заповед на командването на ВМФ е изключен от състава на флота. На 1 януари 1991 г. кораба е разоръжен, на 1 юни същата година е разформирован. Впоследствие е продаден в Австралия за скрап.

## Командири на кораба
- Сергеев, Валерий Николаевич (октомври 1973 г. – октомври 1975 г.)